# Иван Димитров (кмет на Пловдив)
Вижте пояснителната страница за други личности с името Иван Димитров.
Иван Стоянов Димитров е български общественик.

## Биография
Роден е през 1919 година в град Пловдив. Завършва местната гимназия „Княз Александър I“. По-късно учи задочно във Висшето държавно училище за финансови и административни науки (днес УНСС) в София. Членува в РМС, за което е осъден на 15 години затвор. На 8 септември 1944 година е пуснат от затвора и за кратко време е кмет на града. След това заминава на фронта. По-късно учи задочно във Военната академия „Г. С. Раковски“. През 1954 година завършва академията „М. В. Фрунзе“ в Москва. Бил е командир на 101 алпийски полк и на дивизии в Симеоновград, Бургас и Хасково. През 1963 година се пенсионира като началник „бойна подготовка“ на Втора българска армия. В периода 1 март 1963 – 9 януари 1965 година е кмет на Пловдив. От 1965 до 1968 година е дипломат в Китай. През периода 1968 – 1975 година е на административна работа в Пловдив. Автор на книгите „Цената на мълчанието“, „Началото“, „Трите пътя“, „Банди в разсъмване“.